# Habroichthys
Habroichthys è un genere di pesci ossei estinto, forse appartenente ai peltopleuriformi. Visse nel Triassico medio (Anisico/Ladinico, circa 244 – 240 milioni di anni fa) e i suoi resti fossili sono stati ritrovati in Europa e Asia.

## Descrizione
Questo piccolo pesce era lungo solo pochi centimetri, e rappresenta uno dei pesci più piccoli ritrovati nel giacimento di Besano. Habroichthys era dotato di un corpo fusiforme e allungato, caratterizzato da una singola fila di scaglie laterali estremamente alte. La volta cranica era composta principalmente da ossa frontali fuse con un canale sensoriale sopraorbitale di forma sinuosa. Le orbite erano particolarmente grandi. L'opercolo era profondo oltre il doppio rispetto al subopercolo. La pinna caudale era biforcuta e simmetrica, ed erano assenti i fulcri sfrangiati in tutte le pinne. La fila delle scaglie lungo i fianchi terminava in una singola scaglia di forma semicircolare. Le mascelle erano prive di denti.

## Classificazione
Habroichthys venne descritto per la prima volta nel 1939 da Brough, sulla base di resti fossili ritrovati a Besano (Italia). La specie tipo è H. minimus, ma sono note anche altre specie, come H. griffithi, sempre proveniente da Besano e da Monte San Giorgio (Svizzera), H. orientalis e H. broughi della Cina, H. dolomiticus del Sud Tirolo, H. gregarius dell'Austria.

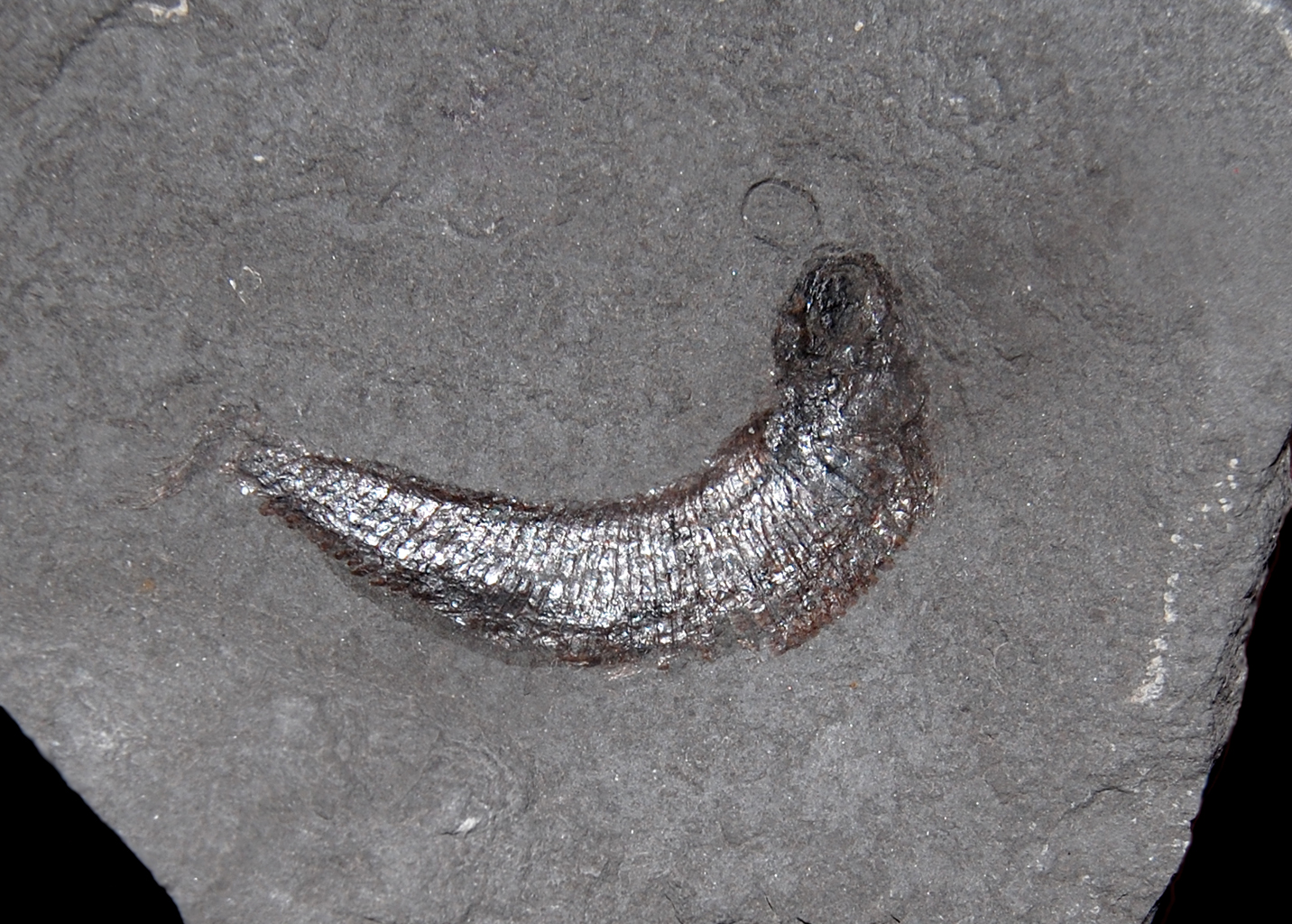
Fossile di Habroichthys

Habroichthys è stato classificato come un rappresentante dei peltopleuriformi, un gruppo di pesci solitamente di piccole dimensioni caratterizzati da scaglie profonde e strette lungo i fianchi, tipici del Triassico, oppure come un rappresentante dei perleidiformi, pesci triassici che possedevano un mix di caratteri derivati e arcaici. In ogni caso, le caratteristiche di Habroichthys indicano che questo animale è da ascrivere a una famiglia a sé stante (Habroichthyidae).

## Paleobiologia
Le mascelle prive di denti indicano che Habroichthys doveva cibarsi di prede di tipo planctonico o che risucchiava direttamente dall'acqua. Anche se notevolmente armato grazie alla lunghe scaglie sui fianchi, Habroichthys doveva possedere ottime qualità di nuoto e formava branchi di numerosi individui che si nutrivano insieme.